# Raivola

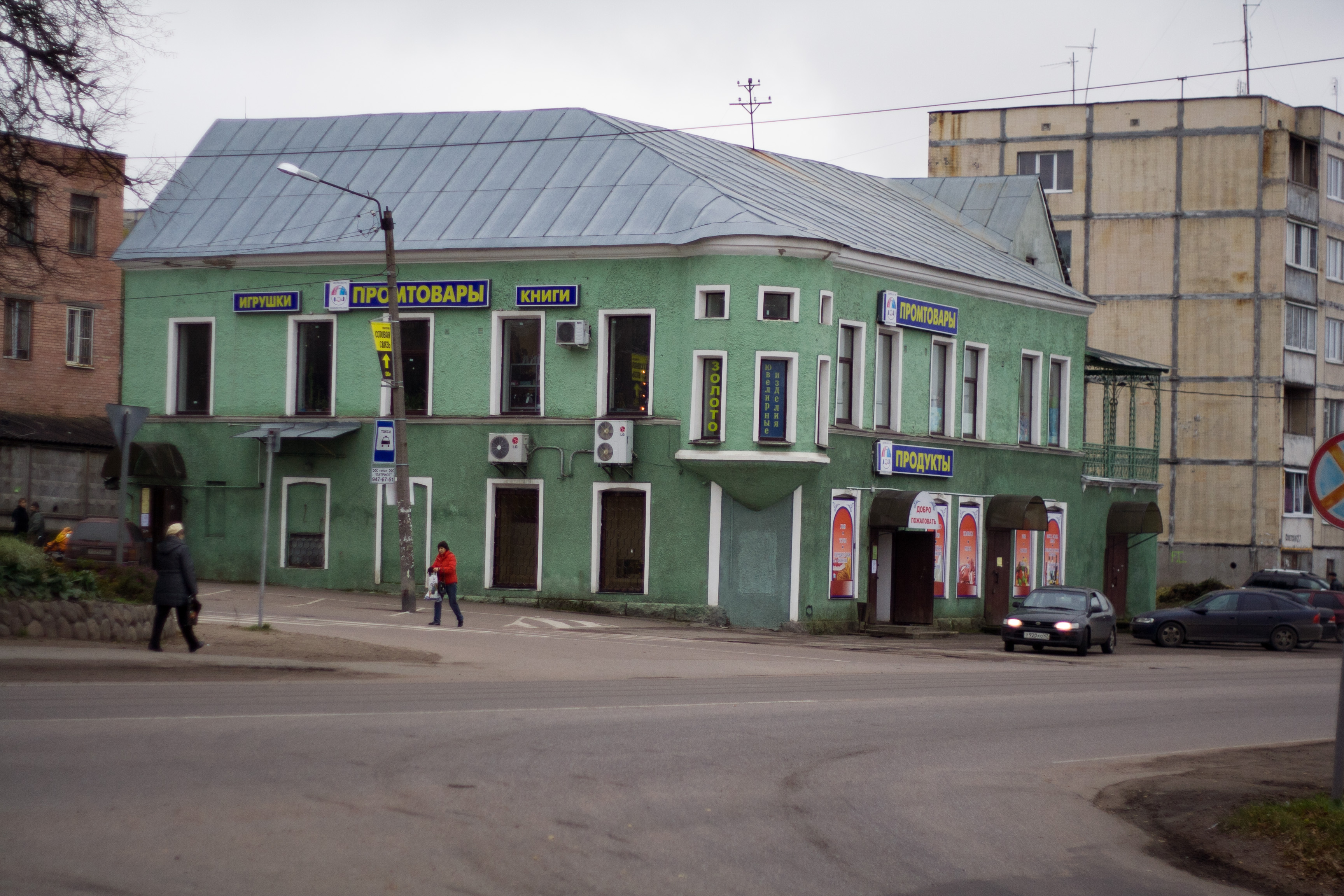
Gata i dagens ryska samhälle, Rosjtjino.

Raivola (ryska Rosjtjino, Ро́щино) är en stad på Karelska näset i Leningrad oblast i Ryssland. Folkmängden i centralorten uppgick till 14 315 invånare i början av 2015, med totalt 20 734 invånare inom hela kommunen.
Raivola är känt som Edith Södergrans hemby. Raivola är vänort till Närpes i Österbotten, den ort som Edith Södergrans fädernesläkt på kom från, och representanter från de båda orterna besöker varandra åtminstone vartannat år. 1 juli 2005 skänkte Raivola en minnesplatta tillägnad Edith Södergran till Närpes stad.

## Historia
Till 1721 var området officiellt svenskt, men i praktiken besatt av Ryssland sedan tidigt 1700-tal under Stora nordiska kriget. Från 1812 hörde trakten till Storfurstendömet Finland, senare Republiken Finland. Byn tillhörde en tid kommunen Kivinebb. Efter freden i Moskva i mars 1940 hamnade byn på den sovjetiska sidan av gränsen. Invånarna hade flytt i början av kriget. År 1944 överläts näset för andra gången till Sovjetunionen. Byn kom att på ryska heta Rosjtjino.

## Galleri

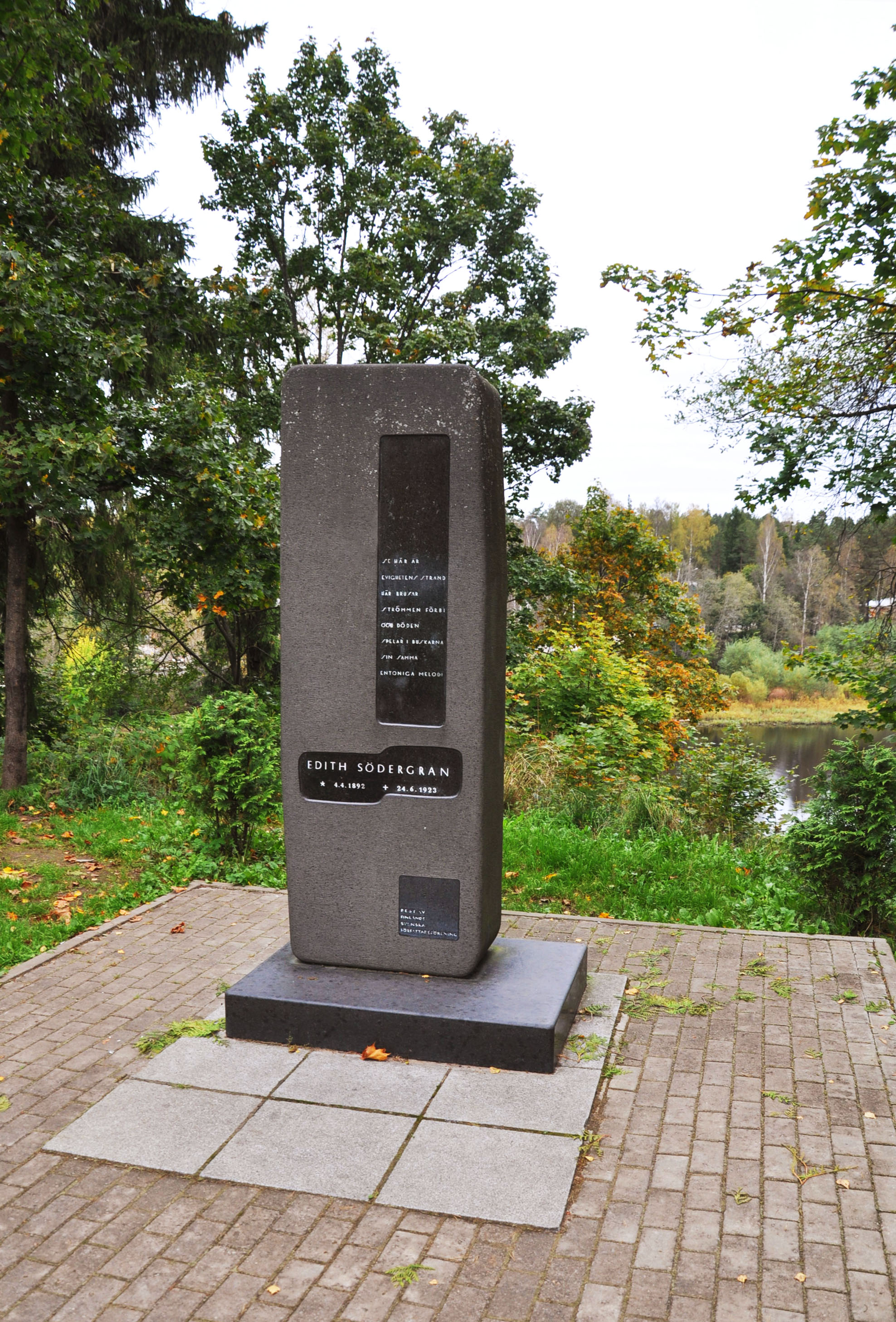
Edith Södergrans minnessten i Raivola.
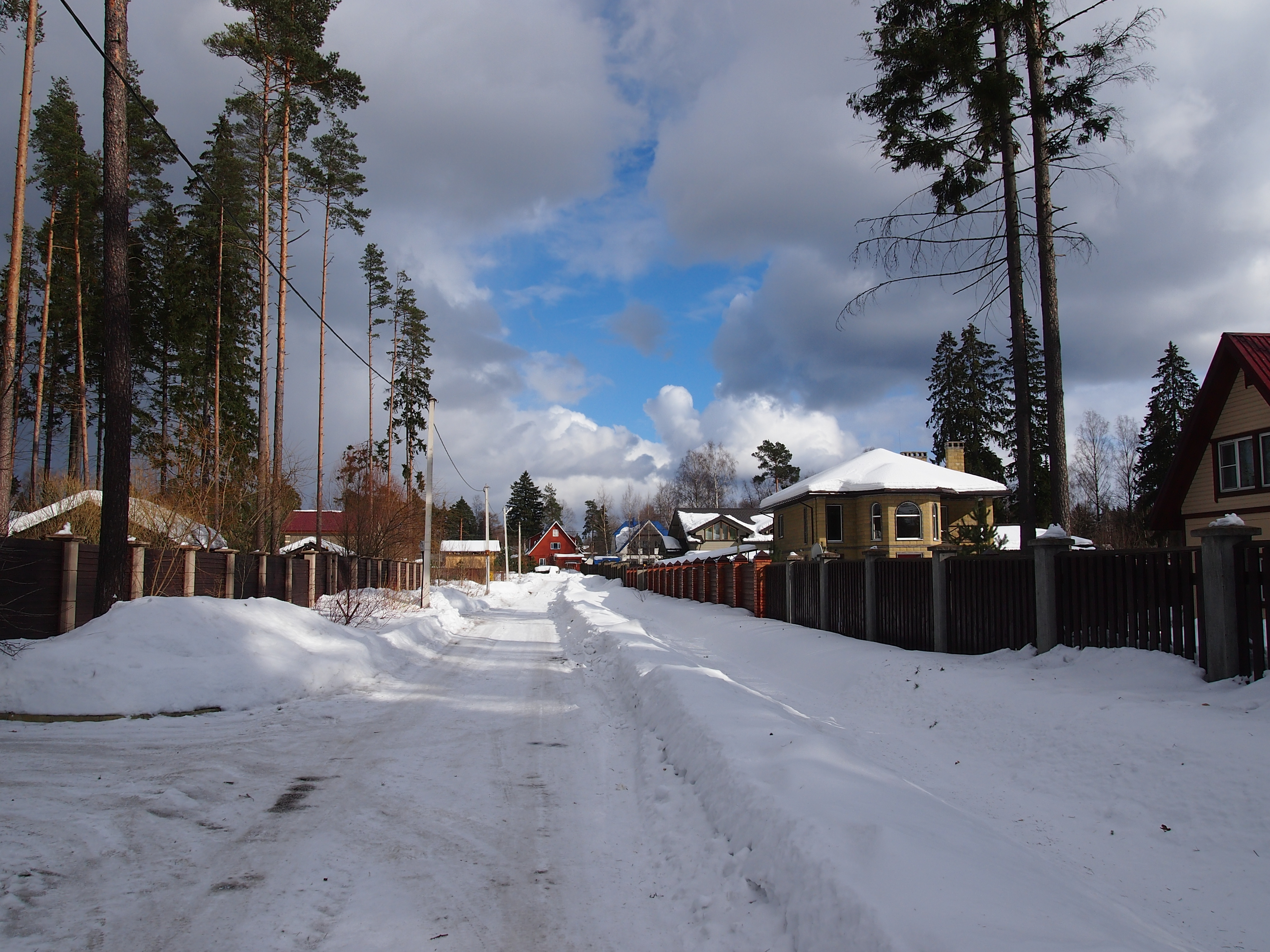
En gata i Rosjtjino.
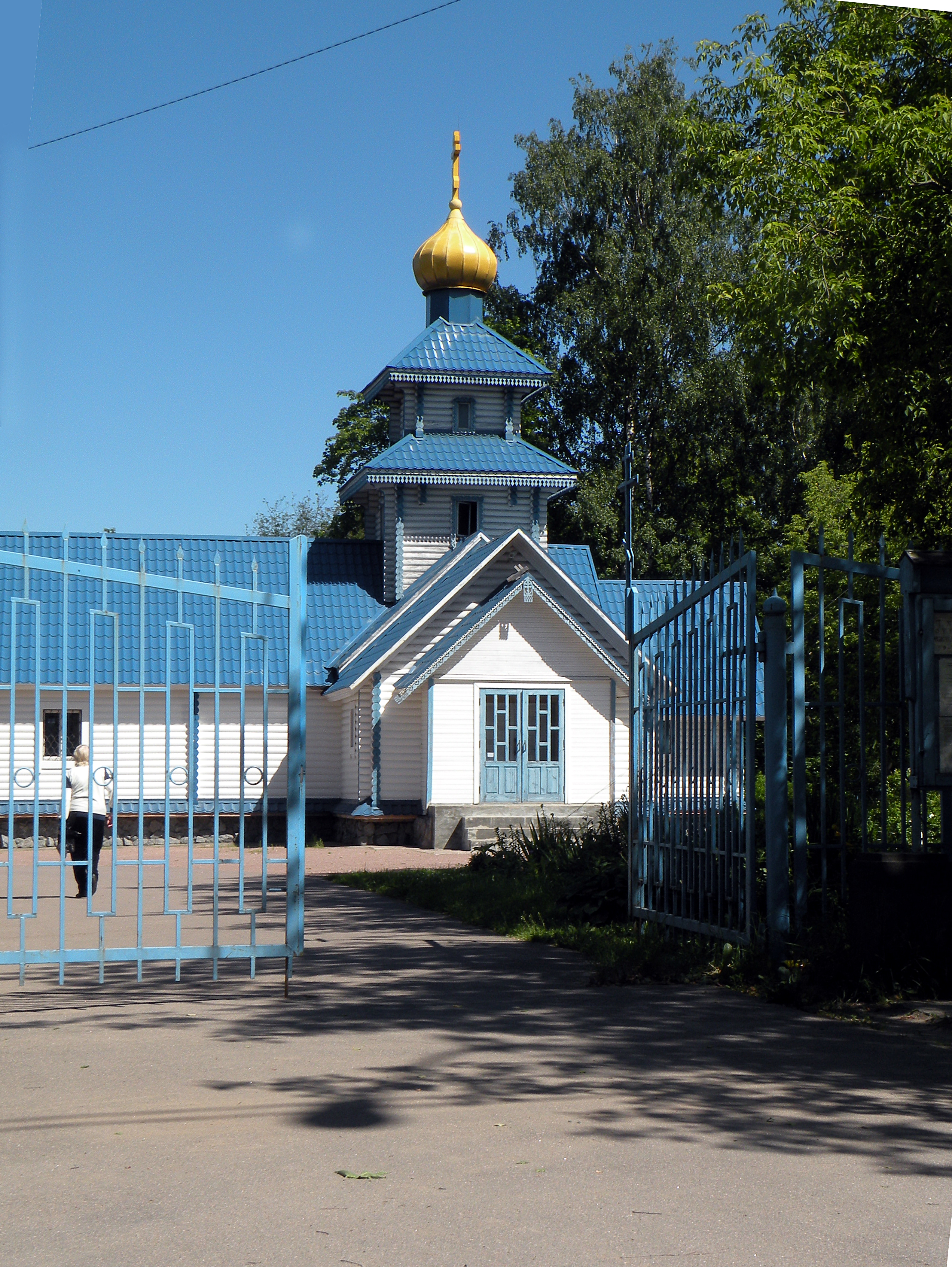
Nicolai kyrkan i Raivola 2010.
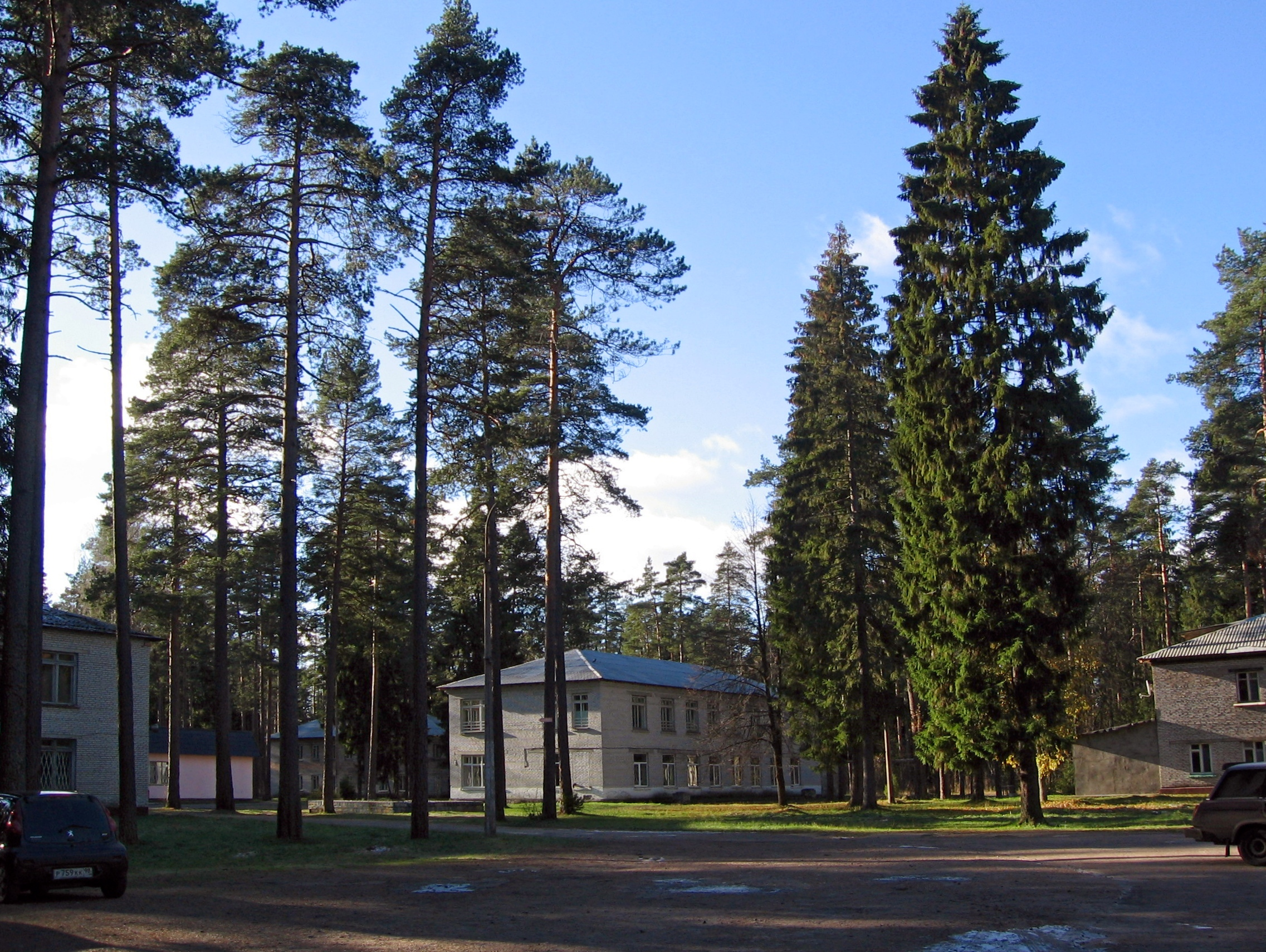
Raivola.
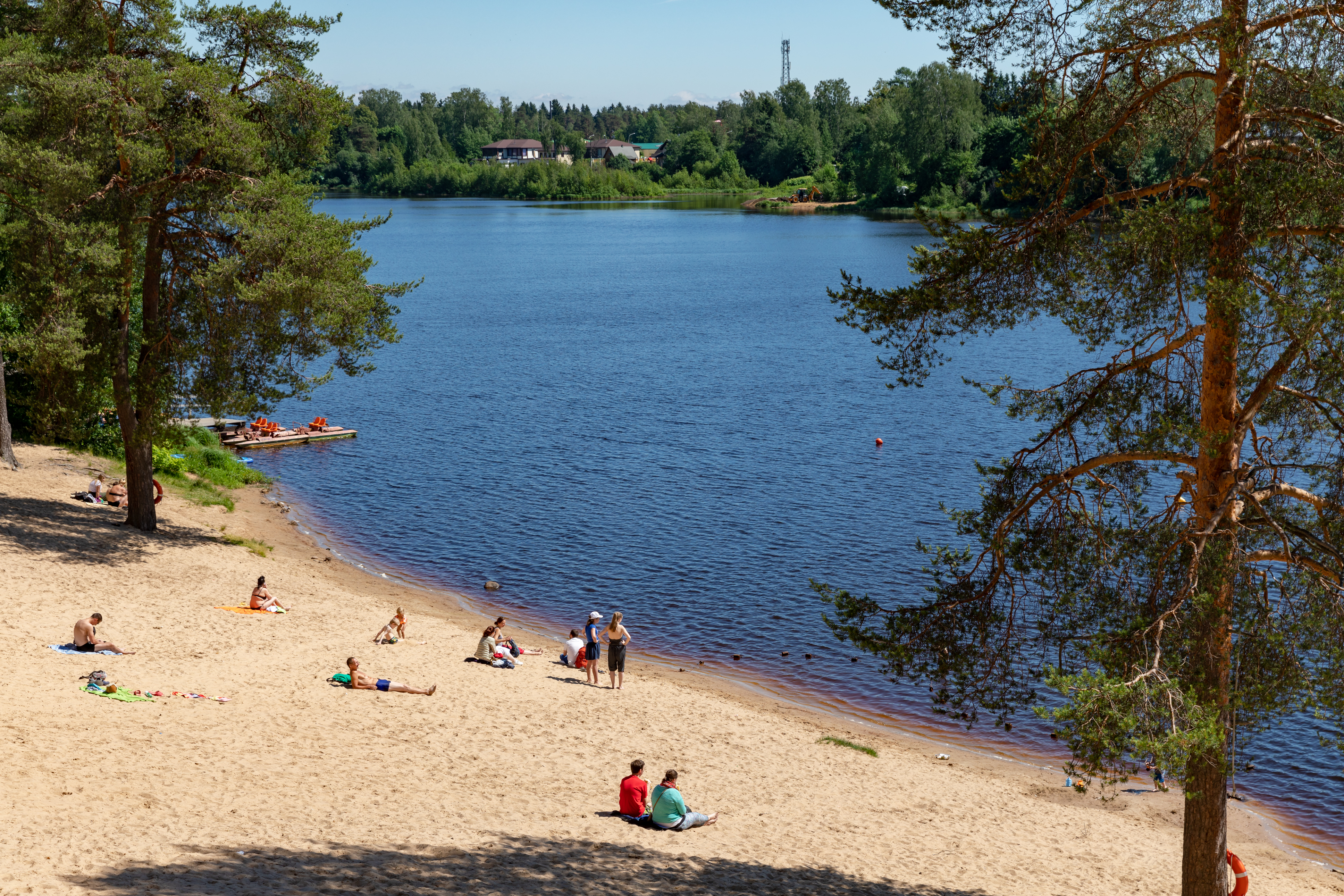
Badstrand i Raivola.